# Martinus Grov
Bertil Martinus Grov (Førde, 3 de noviembre de 1974) es un deportista noruego que compitió en tiro con arco, en la modalidad de arco recurvo.
Ganó una medalla de plata en el Campeonato Mundial de Tiro con Arco al Aire Libre de 1997, en la prueba de equipo. Participó en tres Juegos Olímpicos de Verano, entre los años 1992 y 2000, ocupando el cuarto lugar en Barcelona 1992, en la prueba individual.

## Palmarés internacional
| Campeonato Mundial al Aire Libre | Campeonato Mundial al Aire Libre | Campeonato Mundial al Aire Libre | Campeonato Mundial al Aire Libre |
| Año                              | Lugar                            | Medalla                          | Prueba                           |
| -------------------------------- | -------------------------------- | -------------------------------- | -------------------------------- |
| 1997                             | Victoria (Canadá)                | Medalla de plata                 | Equipo                           |